# Vepris allenii
Vepris allenii är en vinruteväxtart som beskrevs av Verdoorn. Vepris allenii ingår i släktet Vepris och familjen vinruteväxter. Inga underarter finns listade i Catalogue of Life.